# Перуанская кунья акула
Перуанская кунья акула (лат. Mustelus dorsalis) — вид хрящевых рыб рода обыкновенных куньих акул семейства куньих акул отряда кархаринообразных. Обитает в восточной части Тихого океана. Размножается плацентарным живорождением. Максимальная зафиксированная длина 64 см. Опасности для человека не представляет. Рацион состоит в основном из ракообразных. Впервые вид научно описан в 1864 году.

## Ареал
Перуанские куньи акулы обитают в восточной части Тихого океана на континентальном шельфе у берегов Колумбии, Коста-Рики, Эквадора, Сальвадора, Гватемалы, Гондураса, Мексики, Никарагуа и Панамы.

## Описание
У перуанских куньих акул удлинённая голова и довольно стройное тело. Расстояние от кончика морды до основания грудных плавников составляет от 19 % до 23 % от общей длины тела. Морда заострена. Овальные, очень маленькие глаза вытянуты по горизонтали. По углам рта имеются губные борозды. Длина рта превышает длину глаза и составляет 3—4 % от длины тела. Асимметричные заострённые зубы оснащены центральным остриём и латеральными зубцами. Передняя треть полости рта и жаберные дуги покрыты щёчно-глоточными зубчиками. Расстояние между спинными плавниками составляет 16—21 % от длины тела. Грудные плавники среднего размера, длина переднего края составляет 12—16 %, а заднего края 8—14 % от общей длины соответственно. Длина переднего края брюшных плавников составляет 6,7—9,1 % от общей длины тела. Высота анального плавника равна 2,7—3,4 % от общей длины. Первый спинной плавник имеет почти треугольную форму, он больше второго спинного плавника. Его основание расположено позади основания грудных плавников. Основание второго спинного плавника находится над основанием анального плавника. Анальный плавник меньше обоих спинных плавников. У края верхней лопасти хвостового плавника имеется вентральная выемка. Окрас ровного серого или серо-коричневого цвета без отметин.

## Биология
Этот вид размножается плацентарным живорождением, эмбрион также питается желтком. В помёте от 4 новорожденных. Длина новорожденных около 21—23 см. Половая зрелость наступает при достижении длины 43 см. Рацион в основном состоит из креветок и прочих ракообразных.

## Взаимодействие с человеком
Не представляет опасности для человека. Мясо употребляют в пищу. Коммерческой ценности не имеет. В качестве прилова эти акулы могут попадать в сети, нацеленные на другие виды рыб и ракообразных. Данных для оценки статуса сохранности данного вида недостаточно.